# Limnophora owenii
Limnophora owenii är en tvåvingeart som beskrevs av Shinonaga 2005. Limnophora owenii ingår i släktet Limnophora och familjen husflugor. Inga underarter finns listade i Catalogue of Life.